# 基韋斯特國家野生動物保護區
基韋斯特國家野生動物保護區（英語：Key West National Wildlife Refuge）是一座位於美國佛羅里達州門羅縣的國家野生動物保護區，處於基韋斯特和乾龜群島之間。保護區內僅有8.171平方公里（2,019英畝）的礁島土地處於海平面之上。這些島嶼上並沒有人生存，它們被指定為國家荒野保護系統的一部份。這個保護區設立的目的是保護和為區內所有野生動物提供棲居地。
此外保護區還擁有767平方（189,530英畝）的土地，並為美國海岸警衛隊維持著0.623平方公里（154英畝）的土地。同時它還擁有834.822平方公里（206,289英畝）的與佛羅里達相接的海域。
這個保護區是佛羅里達大松嶼的國家重點鹿保護區的三個主管地區之一。儘管基韋斯特國家野生動物保護區並沒有員工，但是國家重點鹿保護區卻有13名員工，2005財年預算為1,041,000美元。

## 歷史
這個保護區由前總統西奧多·羅斯福設立於1908年，初衷是用來保護野生動植物和當地鳥類，後者因為制帽工業而遭到屠殺，而這裡的涉禽在保護區設立之前已經瀕危。這里是全美設立的最早的保護區之一。現在有250種不同的鳥類。

## 地形

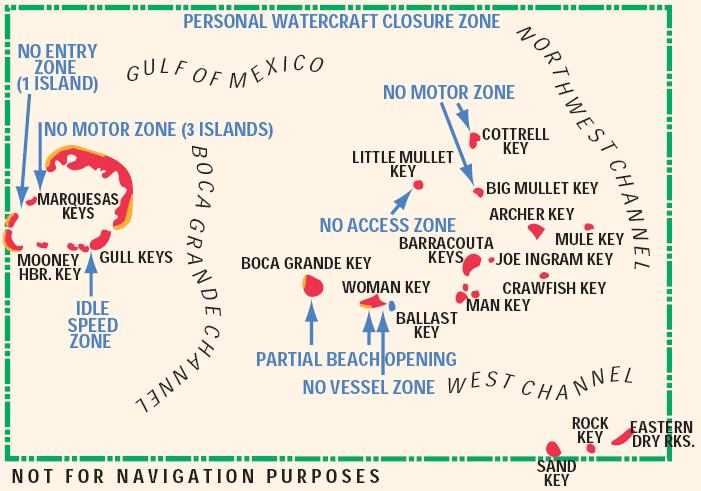
地圖

這個保護區擁有超過800平方公里（300平方英里）的開闊水域和8.171平方公里（2,019英畝）的礁島群陸地。這裡的島嶼擁有許多紅樹林和一些沙灘、沙丘，後者是一些瀕臨絕種的海龜的棲息地。其他一些生物棲息地包括鹽沼、珊瑚礁、海藻叢和一些硬木林地。

## 外部連結
- 基韋斯特國家野生動物保護區主頁 （页面存档备份，存于）
- FWS profile of Key West NWR （页面存档备份，存于）
- Recreation.gov overview